# 斯威夫特特雷爾章克申 (亞利桑那州)
斯威夫特特雷爾章克申（英語：Swift Trail Junction）是位於美國亞利桑那州葛蘭姆縣的一個人口普查指定地區。根據2010年美國人口普查，該地人口為2935人，而該地的面積約為9.49平方千米。

## 地理
斯威夫特特雷爾章克申的座標為32°43′48″N 109°42′50″W / 32.73000°N 109.71389°W，而該地最高點為海拔高度985米（即3232英尺）。